# Bartholomäus Seutter
Bartholomäus Seutter (* 1678; † 1754; auch Seuter, Seuterus, Saiter, Seiter, Seyder) war ein Goldarbeiter, Emailleur, Porzellan- und Fayencemaler und -händler, Seidenfärber, Kupferstecher und Verleger aus Augsburg.
Sein Bruder, der Augsburger Goldschmied und Feuermaler Abraham Seuter (1699–1747) war auf die Herstellung von Goldchinesen spezialisiert. Bartholomäus verzierte die Keramiken darüber hinaus noch mit Malereien.
Er hatte das Farbdruckverfahren des Niederländers Johannes Teyler weiterentwickelt, befasste sich in Deutschland als erster mit dem Farbdruck mit verschiedenen Platten und lieferte die Platten zu Johann Wilhelm Weinmanns Phytanthoza iconographia. Bei der Herstellung der Tafeln arbeitete er mit den Kupferstechern Johann Jakob Haid und Johann Elias Ridinger zusammen.